# Francesco Paolo Di Blasi
Francesco Paolo Di Blasi, né à Palerme en 1753, mort dans cette ville le 20 mai 1795, est un avocat sicilien. 

## Biographie
Avocat, il soutient les politiques des vice-rois Domenico Caraccioli et Francesco d'Aquino, lequel lui confie la publication des Pragmatiques du royaume de Sicile, pour affaiblir la théorie d'un droit sicilien différencié de celui du royaume de Naples.
Acquis aux idées démocratiques et égalitaires de Rousseau, il aspire à l'instauration d'une république en Sicile. Il échafaude une insurrection à Palerme et le meurtre de l'archevêque Filippo Lopez y Royo, nommé vice-roi après la mort du prince de Caramanico. 
Découvert, il est torturé et décapité.

## Postérité
Il est l'un des héros du Conseil d'Égypte de Leonardo Sciascia.